# Бойович, Данило
Данило Бойович (серб. Данило Бојовић; 1910, Кути — 3 марта 1943, гора Коньско) — югославский черногорский студент и партизан Народно-освободительной войны, Народный герой Югославии.

## Биография
Родился в 1910 году в деревне Кути около Никшича. Учился в школах городов Жупа и Никшич. Среднее образование получил в Никшиче, поступил позднее на юридический факультет Белградского университета. Член Союза коммунистической молодёжи Югославии с 1934 года, член Коммунистической партии Югославии с 1937 года. За время обучения состоял в Студенческом обществе права и Обществе правовой защиты. Участвовал в студенческих демонстрациях и нескольких массовых драках с членами фашистского движения ЗБОР. Неоднократно арестовывался.
В рядах партизанского движения Бойович находился с 1941 года. Один из организаторов Восстания 13 июля в Никшиче. Командовал Жупским повстанческим батальоном с момента его образования. Избран в Никшичский окружной комитет КПЮ на съезде партии 15 октября 1941 в Дубраве близ Горне-Поле. Участвовал в боях в разгар Третьего антипартизанского наступления: после отступления партизан в Боснию и Герцеговину в июне 1942 года перешёл на нелегальное положение.
В конце февраля 1943 года специальный отряд жандармов и четников начал операцию по ликвидации Бойовича. Группа бойцов во главе с Данило была окружена в доме на горе Коньско. При попытке выбраться из окружения 3 марта 1943 Бойович был убит.
11 июля 1945 Президиум Антифашистского вече народного освобождения Югославии присвоил посмертно Даниле Бойовичу звание Народного героя Югославии.